# Pavuvu
Pavuvu è la più grande delle Isole Russell nella Provincia Centrale delle Isole Salomone.

## Storia
L'isola aveva diverse piantagioni di cocco piantate dagli indigeni. Durante la seconda guerra mondiale nel 1941 quando gli Stati Uniti dichiararono guerra al Giappone l'isola fu occupata dalla Marina imperiale giapponese e i nativi abbandonarono l'isola. Dopo la conquista di Guadalcanal l'esercito statunitense uso l'Henderson Field per bombardare le isole in cui erano situate le guarnigioni, tra cui quella di Pavuvu. L'isola fu anche usata per ospitare la prima divisione della marina statunitense dopo la battaglia di Capo Gloucester e dopo la battaglia di Peleliu. Finita la guerra gli indigeni tornarono sull'isola a ripristinare le piantagioni di cocco.